# Млин за дипломе
Млин за дипломе (енгл. diploma mill, degree mill) је организација која додељује академске титуле и дипломе без квалитетног или икаквог студијског програма и без признања званичних тела да додавање акредитација за образовање. Мотив оваквих организација је профит, док купац дипломе може да тврди да има академску титулу.
У поређењу са легитимним акредитованим институцијама, млинови за дипломе су драстично смањили захтеве за академске курсеве, док су неке дозволиле својим студентима да купују диплове без икаквог учења. Од студента се понекад може тражити да купују уџбенике, полажу тестове и раде пројекте, али се дипломе ипак издају са мало или нимало учења.
Дипломе са овакивх установа се користе да се добије запослење, повишица или да се привуку клијенти. Иако се издавање таквих диплома може сматрати легалним, коришћење таквих диплома за личну корист је криминални прекршај у многим законодавствима.

### Акредитоване установе
- The World Higher Education Database (IAU/UNESCO) List of accredited schools throughout the world
- Database for Accreditation in the United States (CHEA)
- Database for Accreditation in the United States (USDE)
- Database for Accreditation in the United Kingdom
- Database for Accreditation in Australia
- Database for Accreditation in India
- Database for Accreditation in Malaysia
- Database for Accreditation in the Netherlands
- Database for Accreditation in Pakistan
- Database for Accreditation in the Philippines
- Database for Accreditation in Russia
- Database for Accreditation in Sweden
- National Recognition Information Centres